# Ricardo (Kalifornia)
Ricardo – obszar niemunicypalny w hrabstwie Kern, w Kalifornii, w Stanach Zjednoczonych. Leży na wysokości 785 m.
Poczta w Ricardo pracowała w latach 1898 do 1907, od 1908 do 1912, i od 1913 do 1917.